# مجید قیصری
مجید قیصری (زاده دی ماه ۱۳۴۵ در تهران) نویسنده معاصر ایرانی است.

## سال‌های اول زندگی
وی دانش‌آموخته رشته روانشناسی است. قیصری از سال ۱۳۷۲ داستان‌نویسی را آغاز کرده‌است.

## داوری در جشنواره‌ها
قیصری داور بخش داستان کوتاه و بلند بزرگسال یازدهمین جشنواره شعر و داستان جوان سوره بوده‌است.
وی داور پنجمین دوره(۱۳۸۴) کتاب سال شهید حبیب غنی‌پور نیز بوده‌است. قیصری در دور سوم جایزه ادبی هفت اقلیم در سال ۱۳۹۲ در بخش رمان در کنار احمد آرام به داوری آثار راه یافته پرداخت.
مجید قیصری داور بخش داستان جشن‌واره «قند پارسی» نیز بوده‌است.

## جوایز
- برندهٔ جایزهٔ رمان برتر اوراسیای روسیه در سال ۲۰۱۸ برای کتاب سه کاهن
- شایسته تقدیر برای مجموعه داستان نگهبان تاریکی در هشتمین دوره جایزه ادبی جلال آل احمد[۵]
- برگزیده کتاب سال شهید حبیب غنی‌پور ششمین دوره(۱۳۸۵)[۶] و هشتمین دوره(۱۳۸۷)
- برگزیده جایزه مهرگان ادب به خاطر تألیف رمان باغ تِلو سال ۱۳۸۶[۷]
- برگزیده جایزه ادبی اصفهان برای رمان گوساله سرگردان
- برگزیده جایزه نویسندگان و منتقدان مطبوعات به خاطر تألیف کتاب گوساله سرگردان
- برگزیده جایزه بهترین کتاب سال به انتخاب انجمن قلم ایران برای کتاب سه دختر گل‌فروش[۸]
- جایزه قلم زرین سال ۸۵ برای کتاب «سه دختر گل فروش»[۹]
- برنده جایزه مهرگان ادب برای کتاب «سه دختر گل فروش»
- جایزه ادبی اصفهان برای کتاب «سه دختر گل فروش»[۱۰]
- برنده جایزه پکا برای نگارش کتاب «ضیافت به صرف گلوله» در سال ۱۳۸۰[۱۱]

## کتابشناسی
- رمان گور سفید ۱۳۹۷[۱۲]
- مجموعه داستان جشن همگانی[۱۳] ۱۳۹۵
- مجموعه داستان نگهبان تاریکی
- شماس شامی
- سه کاهن[۱۴]
- سه دختر گل فروش
- باغ تِلو/علم/۱۳۸۵
- ضیافت به صرف گلوله/۱۳۷۹
- صلح
- جنگی بود، جنگی نبود
- طعم باروت
- نفر سوم از سمت چپ
- گوساله سرگردان/افق/۱۳۸۶
- ماه زرد
- مردی فرشته پیکر
- زیرخاکی
- دیگر اسمت را عوض نکن[۱۵]
- طناب کشی[۱۶](این رمان نامزد در بخش رمان در دهمین دوره جایزه ادبی هوشنگ گلشیری شده‌است.)